# Luffenhall
Luffenhall – osada i w Anglii, w Hertfordshire. Luffenhall jest wspomniana w Domesday Book (1086) jako Lufenel(le)/Lufenhate.